# Laura Ruiz Ferreres
Laura Ruiz Ferreres (Amposta, Tarragona) és una clarinetista catalana.

## Biografia
Filla d'una família de músics, al set anys va començar a estudiar solfeig i de seguida el seu pare la va introduir al clarinet. També va estudiar piano i cant.
Va iniciar estudis de Filologia catalana a la Universitat Autònoma de Barcelona però aviat es va decantar per la carrera musical. Amb catorze anys va entrar a la secció d'alevins de la Jove Orquestra Nacional de Catalunya i poc després va aconseguir l'ingrés a la Joven Orquesta Nacional de España. Va seguir els estudis de clarinet a Londres, amb disset anys, i posteriorment va fer un màster de dos anys a Basilea, des d'on va accedir a l'Òpera Estatal de Berlin. Els seus mestres van ser Joan Enric Lluna, Anthony Pay, François Benda i Karl-Heinz Steffens, entre d'altres, i va fer estudis superiors de clarinet històric al Reial Conservatori de la Haia amb Eric Hoeprich. Aquesta formació li va permetre dominar els sistemes de clarinet francès i alemany.
Va ser primer clarinet solista de l’Orquestra de la Komische Oper de Berlín, sota la direcció de Kirill Petrenko, i, entre els anys 2007 i 2010, va ser professora convidada a la Universität der Künste Berlin, en la qual també va dirigir la seva pròpia classe.
Des del 2011 és professora catedràtica de clarinet a la Hochschule für Musik und Darstellenden Kunst de Frankfurt i va ser membre fundadora de l'Ensemble Mediterrain i ha tocat amb el Mandelring Quartet.
Ha estat premiada en diversos concursos internacionals i ha tocat com a solista, músic de cambra i músic d’orquestra.

## Discografia
La seva discografia comprèn obres per a clarinet de compositors com Mozart, Weber o Brahms, així com música de compositors contemporanis com Donatoni o Denisov.
- Johannes Brahms: The Complete Chamber Music for Clarinet (2013, Audite)[3]
- Werke für Klarinette Solo (2009, Dreyer & Gaido)[4]